# (14203) Hocking
(14203) Hocking (1998 YT20) – planetoida z pasa głównego asteroid okrążająca Słońce w ciągu 5,37 lat w średniej odległości 3,06 j.a. Odkryta 25 grudnia 1998 r.